# Disjonction (linguistique)
 (novembre 2008).
La disjonction est une notion de phonétique et de phonologie. Il y a disjonction quand, en français, une liaison ou une élision ne sont pas pratiquées.